# Adam a Eva (Lucas Cranach starší)

Lucas Cranach starší, Adam a Eva, Národní galerie v Praze- Google Art Project

Obraz Adam a Eva (Prvotní hřích) z dílny Lucase Cranacha staršího je součástí sbírek starého evropského umění Národní galerie v Praze. Pochází z cisterciáckého kláštera v Oseku u Duchcova, odkud byl získán roku 1949.

## Popis a zařazení
Malba olejem na panelu z lipového dřeva, rozměry 50 x 34,5 cm. Signováno vpravo dole na kmeni stromu (okřídlený had se složenými křídly). Pochází z dílny Lucase Cranacha staršího kolem roku 1538. Infračervená reflektografie obrazu detekovala pouze obrysovou kresbu.
Pražský obraz ukazuje postavy Adama a Evy vedle Stromu poznání. Eva se přidržuje levou rukou větve a opírá se chodidlem ohnuté pravé nohy o kmen. Kolenem se dotýká Adama a pravou rukou mu podává jablko. Adam stojí poněkud v pozadí před hustým keřem. Levou ruku má položenu na Evině rameni, v pravé ruce drží ratolest, kterou zakrývá intimní partie obou postav. V souladu s reformační teologií je zdůrazněna aktivní role Evy, která svádí Adama ke hříchu (za vše špatné může žena – "Weibermacht"). Pozdní verze Adama a Evy, kterou vytvořil následovník Lucase Cranacha staršího Anton Heusler kolem roku 1550 (Národní galerie v Praze), téma kompozičně obměňuje a obě postavy zobrazuje zcela nahé.
Téma Adama a Evy se v tvorbě Lucase Cranacha staršího objevuje opakovaně od roku 1509. Obě postavy znázornil buď samostatně na oltářních křídlech (Adam a Eva, 1528, Galerie Uffizi, Florencie) nebo společně na jednom panelu.
Na starších Cranachových vyobrazeních biblického příběhu (1508-10, Besançon, 1510, Mnichov, 1512, Coburg) stojí obě postavy pod centrálně umístěným stromem poznání a nedotýkají se. Verze Prvotního hříchu z pozdější doby obvykle znázorňují Adama a Evu v Rajské zahradě obklopené zvěří a přisuzují Evě roli svůdnice. V jedné pozdější kompozici z dílny Lucase Cranacha je aktivní Adam, který Evu objímá a nabízí jí jablko (1537, Kunsthistorisches Museum Vídeň).

### Příbuzná díla
- Adam a Eva v Rajské zahradě (1531), Gemäldegalerie, Berlín[4]
- Adam a Eva v Rajské zahradě (1533), Bodemuseum, Berlín[5]
- Adam a Eva (1538), Malcove Collection, Toronto[6]

### Adam a Eva (Lucas Cranach), různé verze

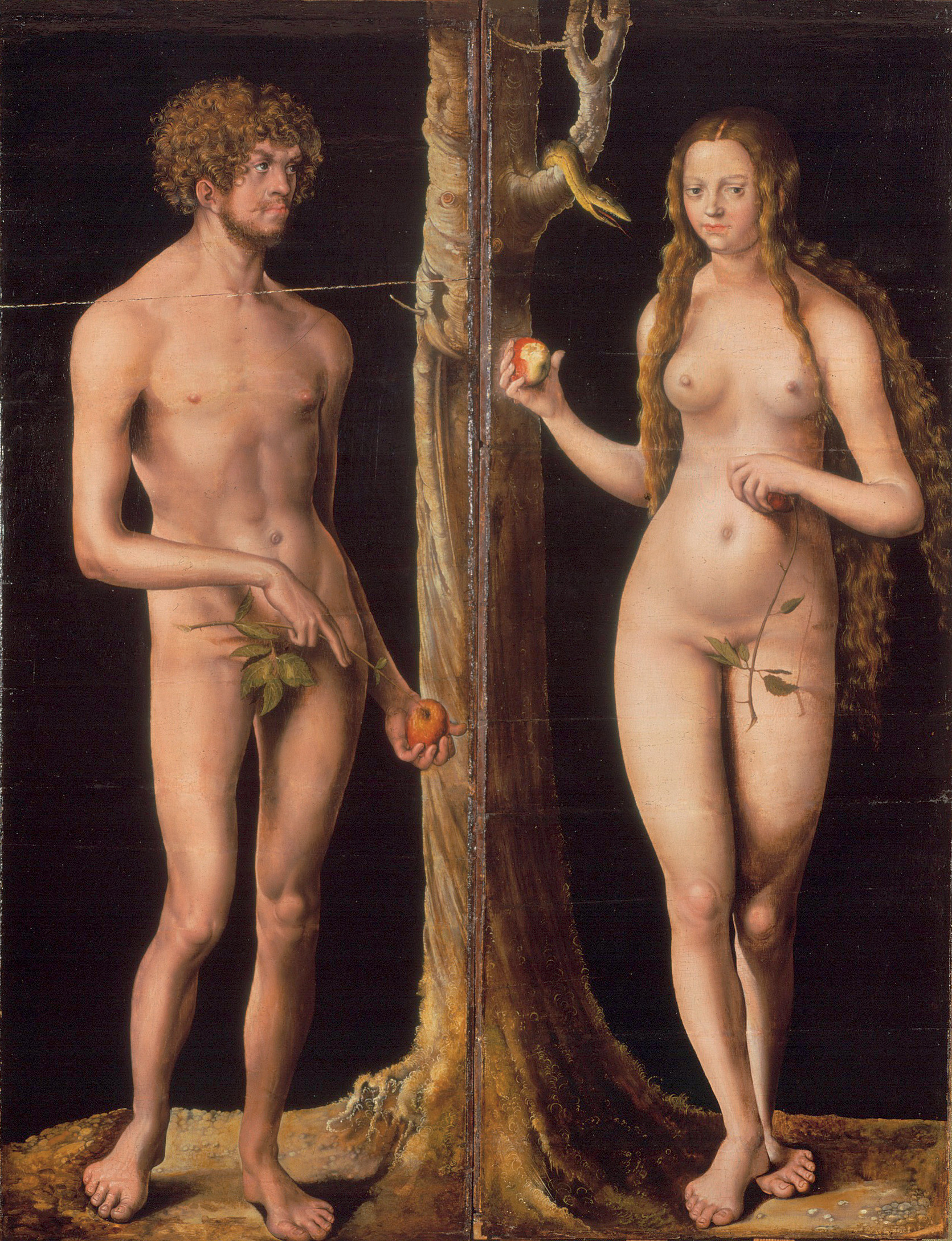
1508-1510, Musée des Beaux-Arts de Besançon
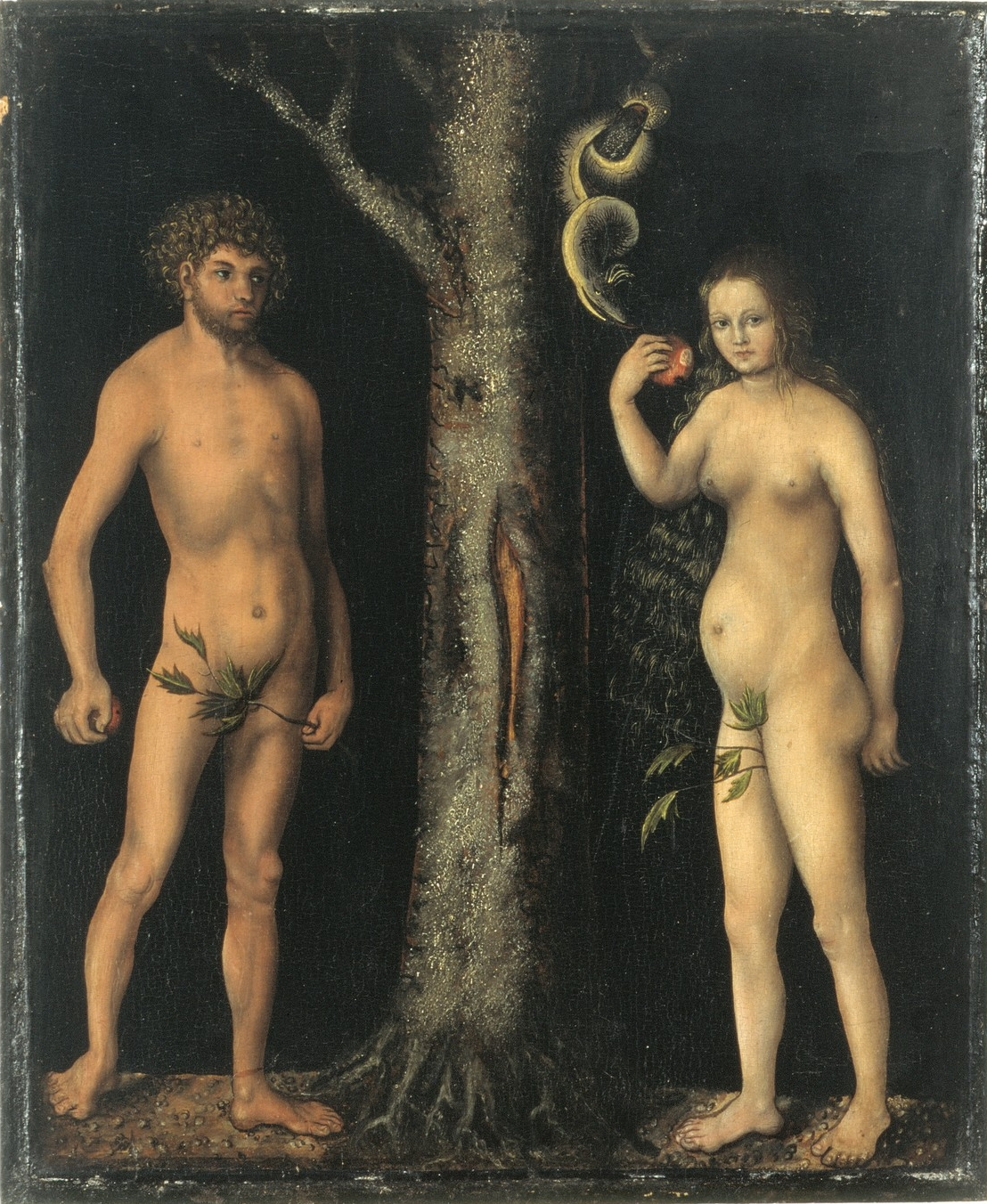
1512, Veste Coburg
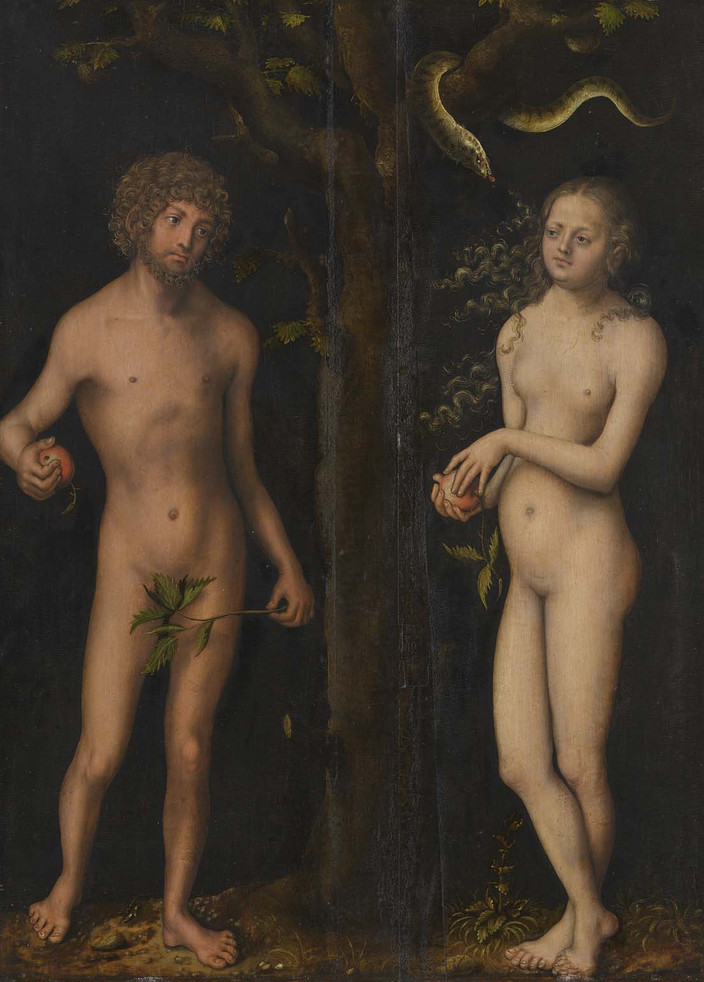
1510-16, Alte Pinakotek, Mnichov
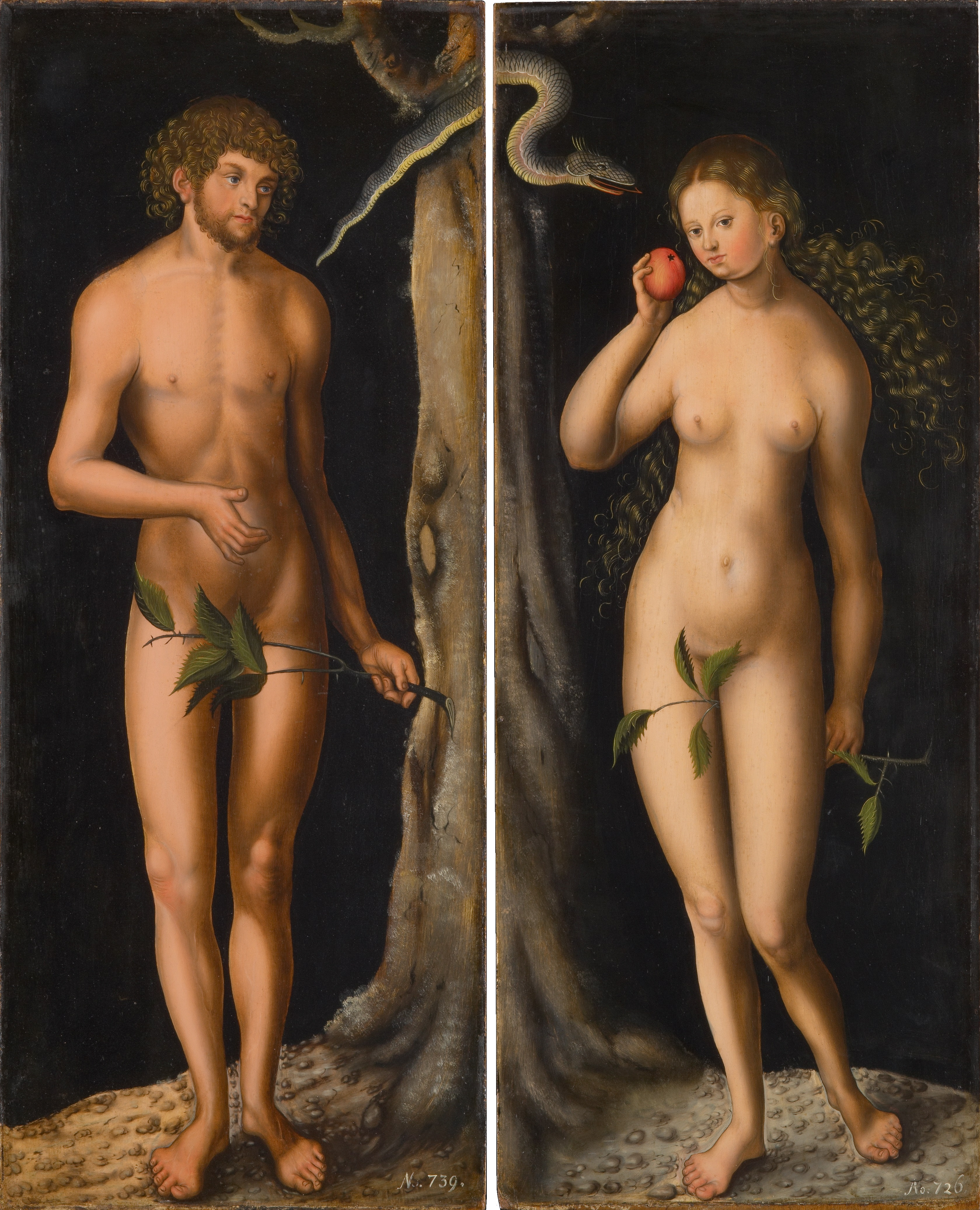
1520, KHM Vídeň
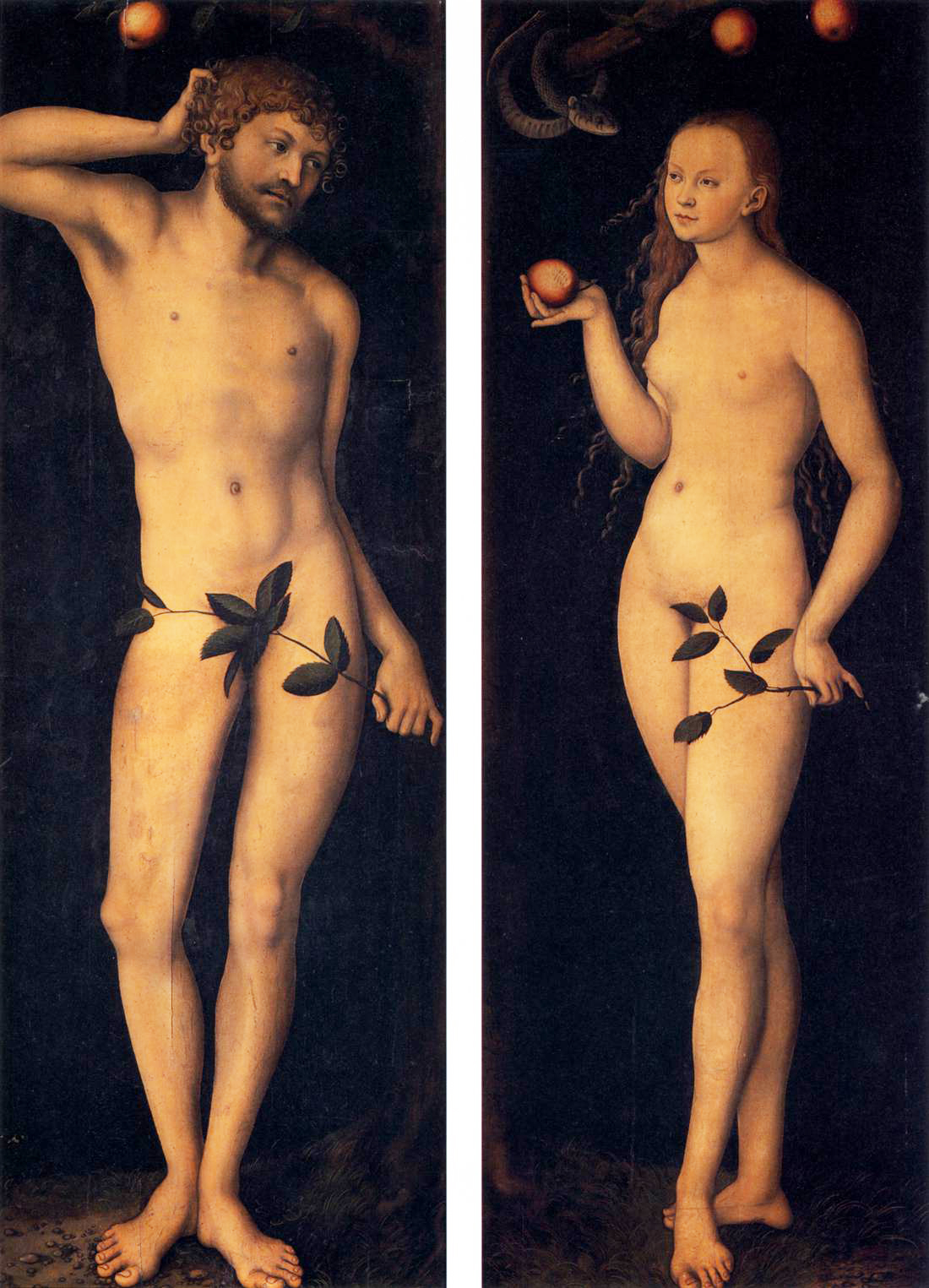
1528, Galerie Uffizi, Florencie
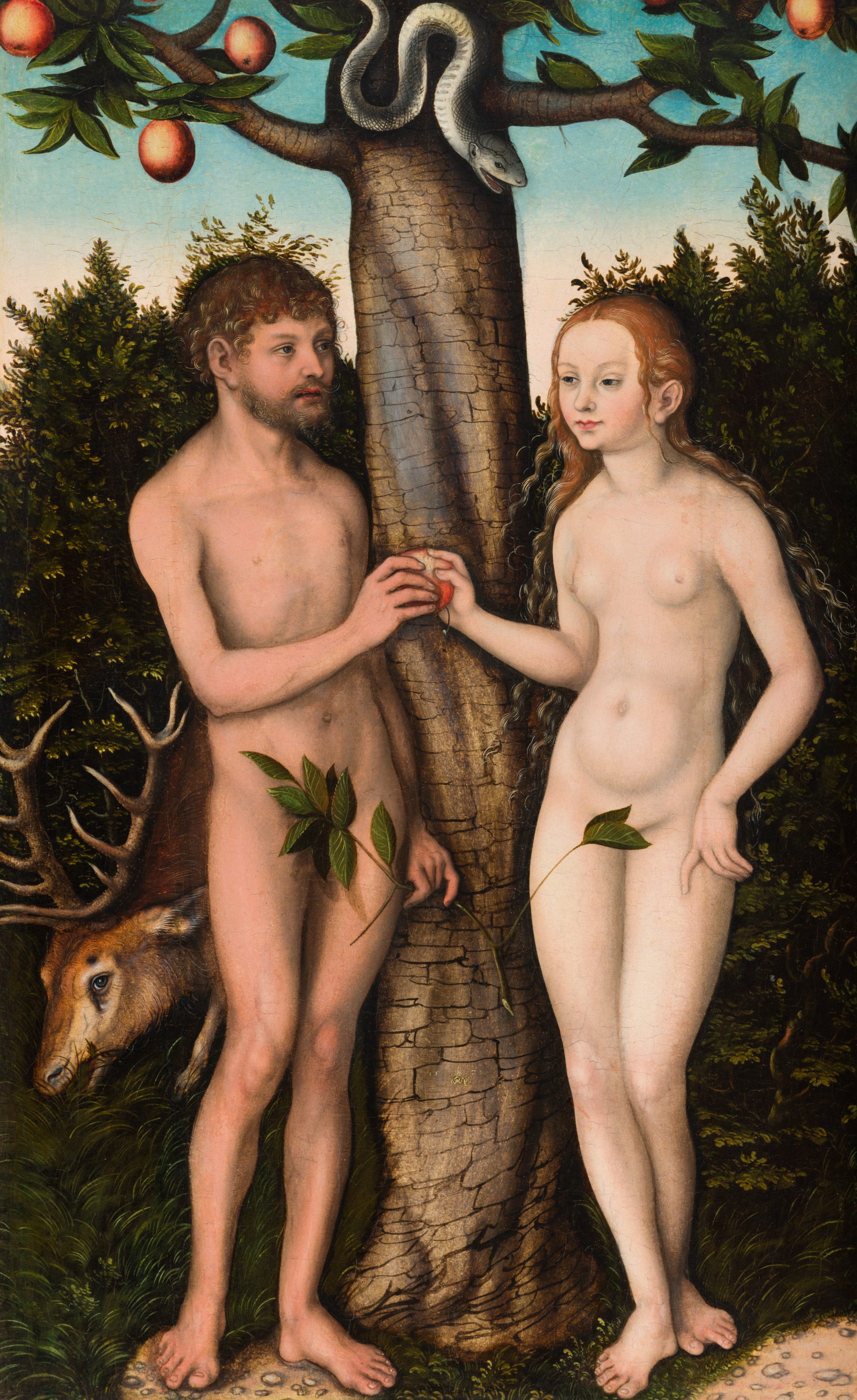
1528, Detroit
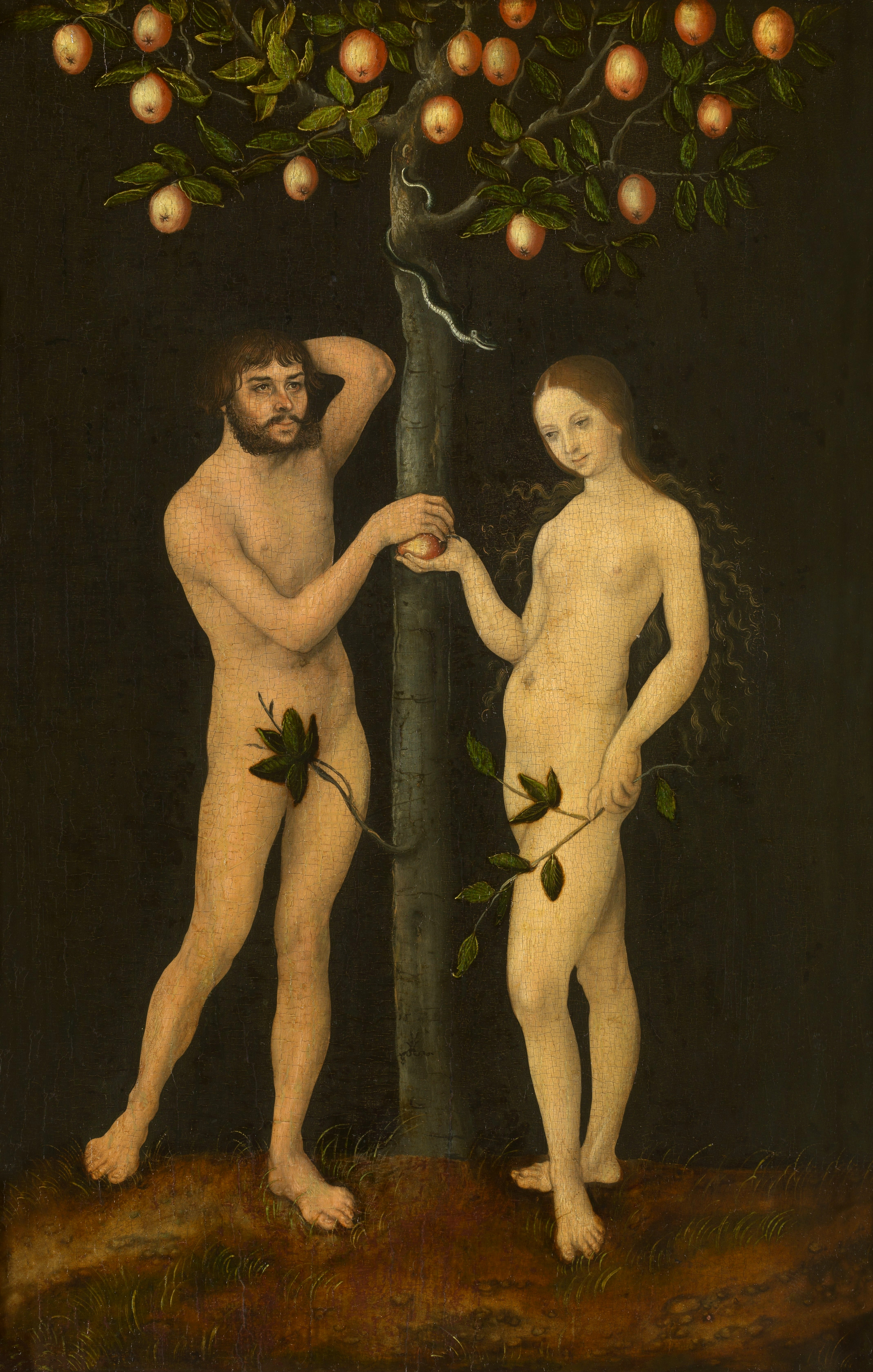
1528, Antwerpy
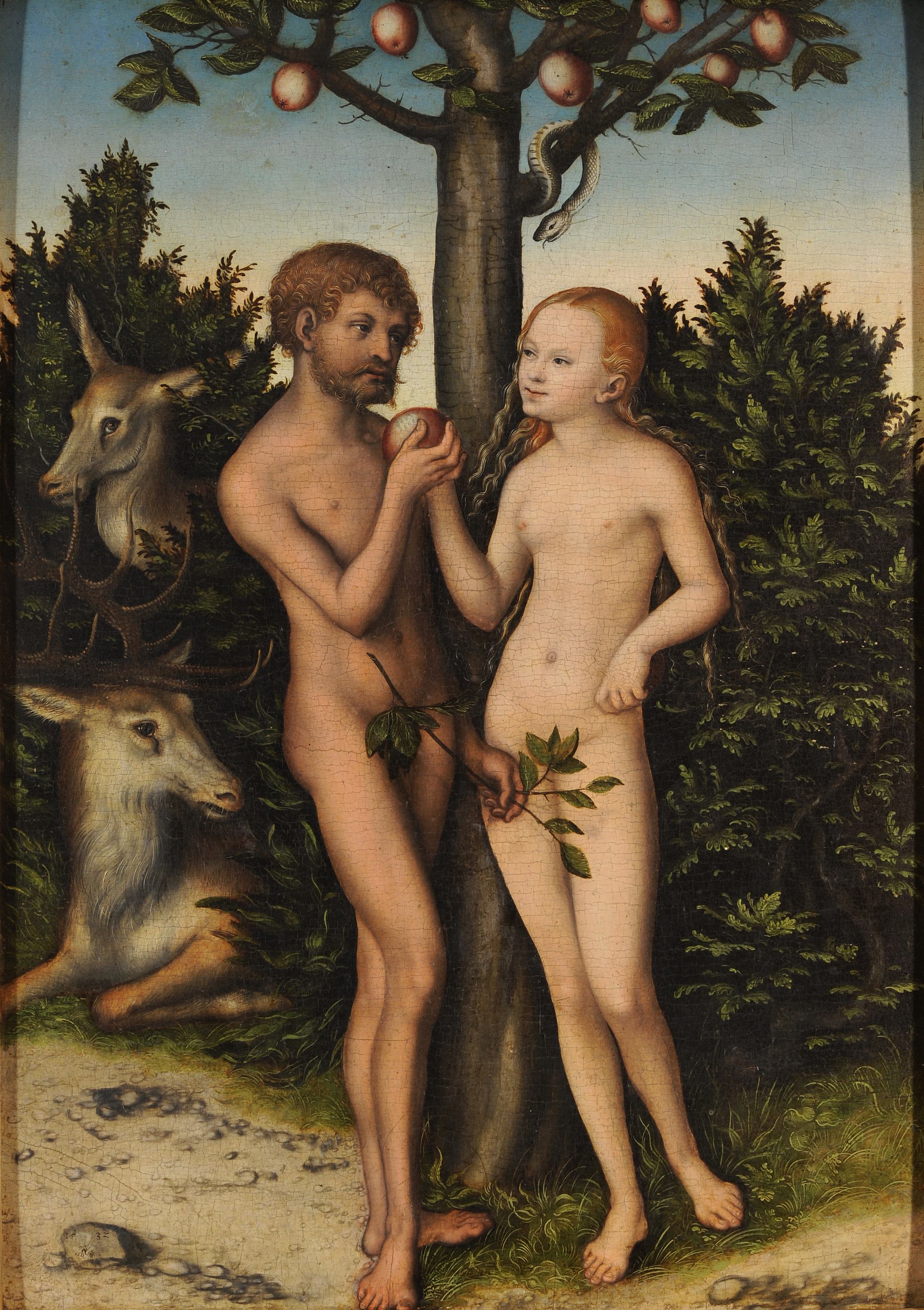
1532, Magdeburg
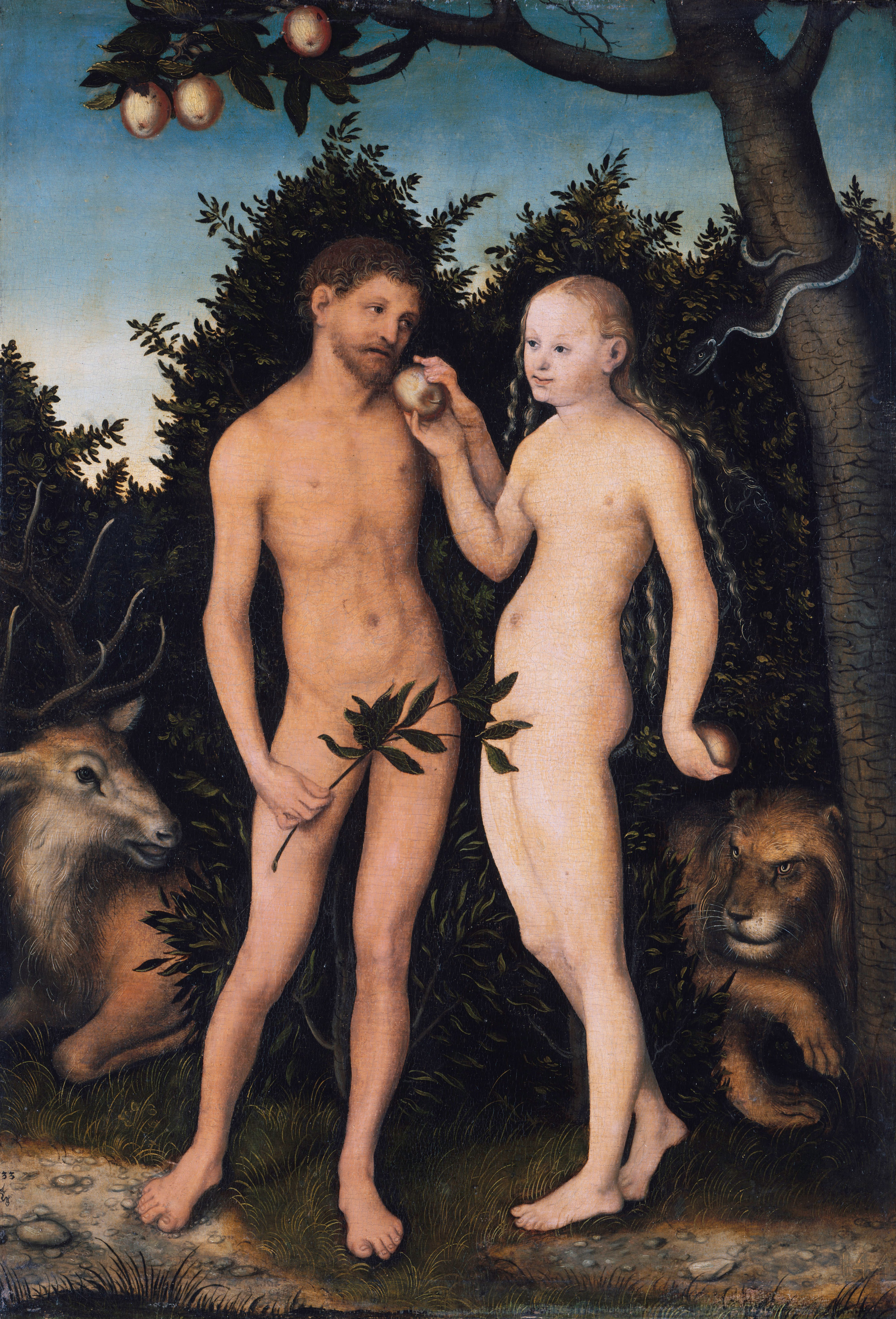
1533, Gemäldegalerie, Berlin, Google Art Project
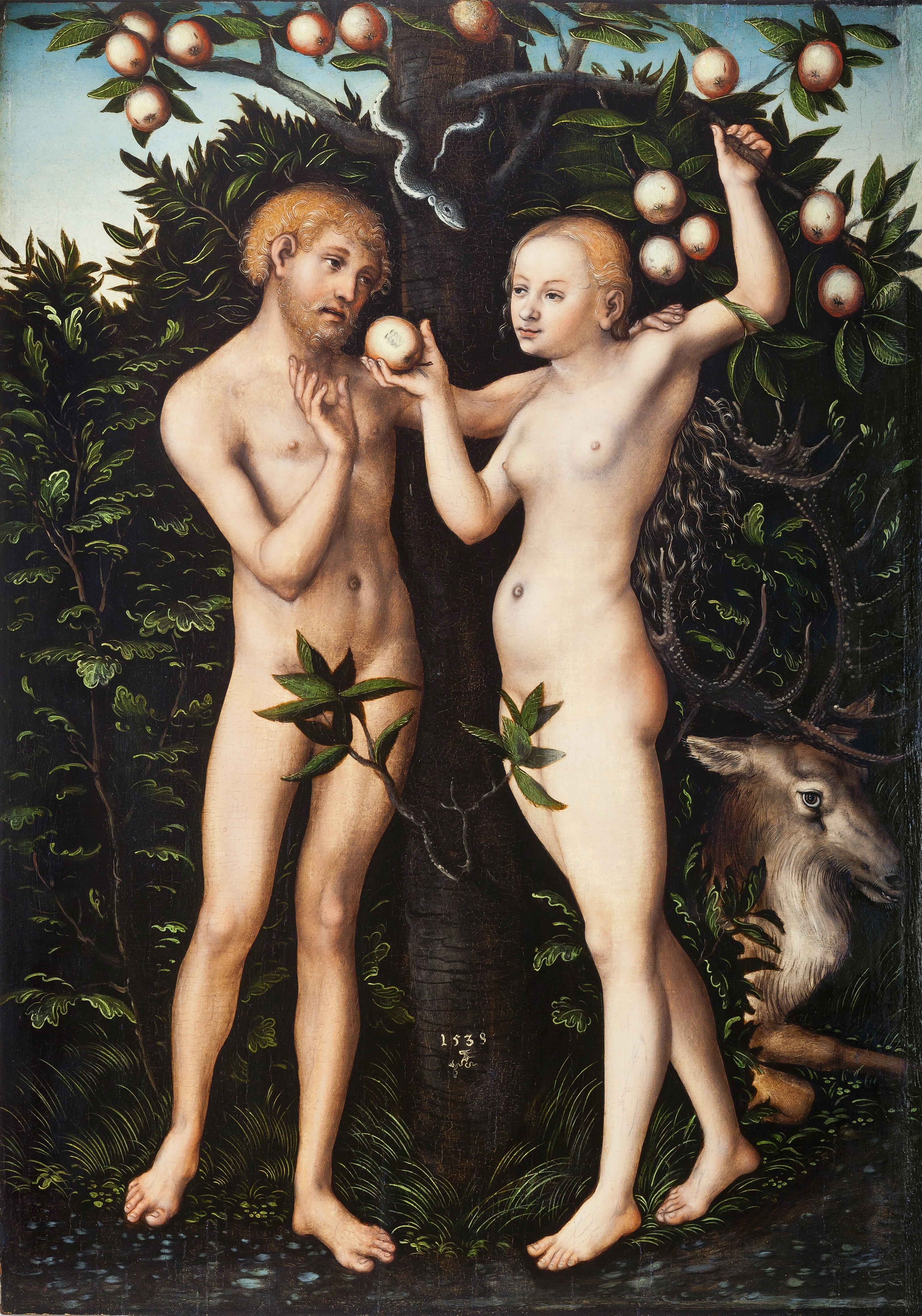
1538, Toronto
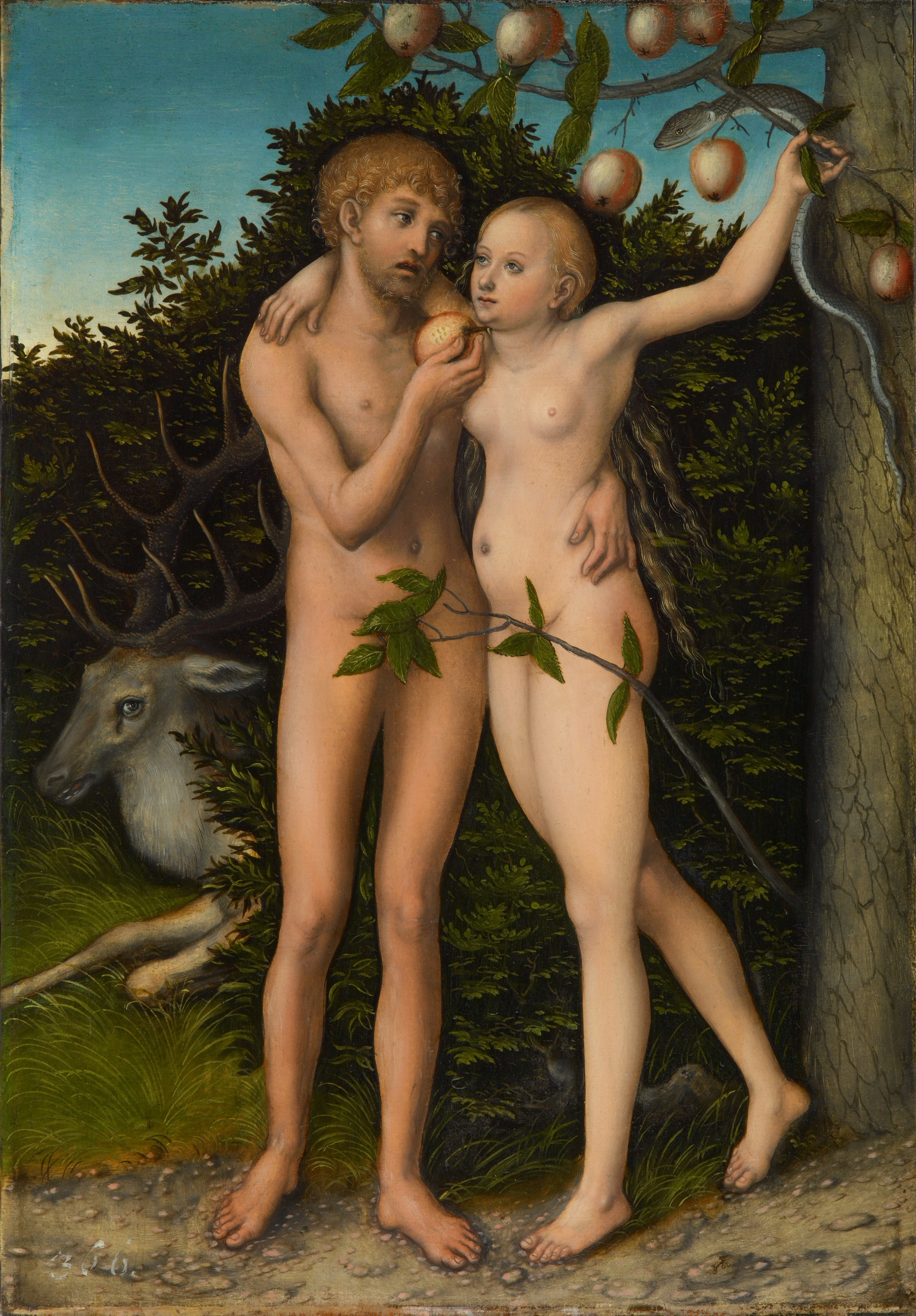
1537, KHM Vídeň